# Dasineura rubella
Dasineura rubella är en tvåvingeart som först beskrevs av Jean-Jacques Kieffer 1896.  Dasineura rubella ingår i släktet Dasineura och familjen gallmyggor. Inga underarter finns listade i Catalogue of Life.